# Прапор Стрільбичів
Прапор Стрільбичів — офіційний символ села Стрільбичі, Самбірського району Львівської області, затверджений 25 грудня 2003 року рішенням сесії Стрільбицької сільської ради.
Автор — А. Гречило.

## Опис
Квадратне полотнище, розділене по діагоналі з верхнього вільного кута на два трикутні поля, у верхньому на синьому тлі жовтий натягнутий лук зі стрілою, спрямованою до древка, у нижньому жовтому — такий же синій лук зі стрілою, спрямованою до вільного краю.

## Зміст
На печатках села з ХІХ ст. було зображення людини, яка стріляє з лука. Цю зброю збережено в сучасних символах, вона також вказує на назву поселення.